# 27386 Chadcampbell
27386 Chadcampbell este un asteroid din centura principală de asteroizi.

## Descriere
27386 Chadcampbell este un asteroid din centura principală de asteroizi. A fost descoperit pe 8 martie 2000 la Socorro, New Mexico, în cadrul proiectului LINEAR. Asteroidul prezintă o orbită caracterizată de o semiaxă mare de 2,27 ua, o excentricitate de 0,08 și o înclinație de 6,3° în raport cu ecliptica.